# Брђани (Шипово)
Брђани су насељено мјесто у општини Шипово, Република Српска, БиХ. Према попису становништва из 2013. у насељу је живјело 195 становника.

## Становништво
| Националност       | 1991. | 1981. | 1971. | 1961. |
| Срби               | 222   | 280   | 371   |       |
| Муслимани          | 132   | 165   | 172   |       |
| Југословени        | 1     | 3     |       |       |
| Хрвати             | 1     | 4     |       |       |
| остали и непознато | 1     | 3     | 2     |       |
| Укупно             | 357   | 455   | 545   | '     |

| Демографија | Демографија | Демографија |
| Година      | Становника  | Становника  |
| ----------- | ----------- | ----------- |
| 1961.       | 595         |             |
| 1971.       | 545         |             |
| 1981.       | 455         |             |
| 1991.       | 357         |             |
| 2013.       | 195         |             |

1. ↑  Муслимани се данас изјашњавају као Бошњаци.

### Презимена
- Арнмовић, Срби[2]
- Видивић, Срби[2]
- Вујковић, Срби[2]
- Вујнић, Срби[2]
- Галић, Срби[2]
- Карић, Срби[2]
- Кунић, Срби[2]
- Малеш, Срби[2]
- Марковић, Срби[2]
- Нинић, Срби[2]
- Проле, Срби[2]
- Савић, Срби[2]
- Рупковић, Срби[2]